# Hội chứng Munchausen
Hội chứng Munchausen (tiếng Đức: Das Münchhausen-Syndrom) là tên khoa học của một chứng bệnh về tâm thần.

## Triệu chứng
Người mắc hội chứng Munchausen là những người giả vờ ốm đau để được chăm sóc y tế. Họ thường làm cho mình mắc những triệu chứng kinh khủng bằng cách tự gây thương tích cho bản thân hoặc tự tiêm chất độc vào cơ thể để liên tục đến bệnh viện chữa trị. Điều họ muốn chủ yếu là tìm kiếm sự chú ý và chăm sóc.
Thường giả vờ ốm đau, đến các cơ sở y tế khác nhau, các bác sĩ khác nhau để được chăm sóc. Thích gây sự chú ý bằng cách tự gây thương tích cho bản thân. Hỏi bệnh sử và khám thực thể. Điều tra hồ sơ y tế của bệnh nhân sẽ có dấu hiệu thường xuyên đi khám bệnh, bỏ ra rất nhiều chi phí cho xét nghiệm, kiểm tra, điều trị mặc dù bản thân không có bệnh. Bệnh nhân thường được yêu cầu điều trị tâm thần lâu dài.